# پرت اند ویتنی ایکس‌اچ-۳۱۳۰
پرت اند ویتنی ایکس‌اچ-۳۱۳۰ (به انگلیسی: Pratt & Whitney XH-3130) یک موتور هواگرد ساختِ کارخانهٔ پرت اند ویتنی در کشور ایالات متحده آمریکا است . 